# Vasilisa de Bulgaria
Vasilisa (en búlgaro: Василиса) fue una princesa búlgara, hija del zar Iván Alejandro y Sara Teodora. Sus hermanos fueron el zar Iván Shishman, el príncipe Iván Asen V, las princesas Kera Tamara, Keratsa y Desislava. Sus medios hermanos fueron el príncipe Miguel Asen IV, el zar Iván Esratsimir y el príncipe Iván Asen IV, hijos de su padre con Teodora de Valaquia.
El libro de Boril hace una mención sobre Vasilisa:

[Para] la señora Desislava y la señora Vasilisa, hijas del gran zar Iván Alejandro, eterno recuerdo.